# Santa Rosa (nau)
A Santa Rosa foi uma nau de linha da Marinha Portuguesa do século XVIII.

## História
Lançada ao mar na Ribeira das Naus, em 1715, tinha 3 mastros, 56 metros de comprimento, pesava 1.100 toneladas, e estava artilhada com 70 canhões.
O seu primeiro grande feito foi a participação vitoriosa na Batalha do Cabo Matapão (atual cabo Ténaro), na Grécia, em Abril de 1717. D. João V, atendendo a um pedido do Papa Clemente XI, enviou em socorro da Santa Sé, ameaçada pelos Turcos, uma poderosa esquadra comandada pelo Conde do Rio Grande. Nesta batalha, confrontaram-se a esquadra formada a pedido do Papa (sete embarcações portuguesas e 30 galeras de Malta, Veneza e dos Estados Pontífices) e a do sultão Ahmed de Constantinopla (54 galeras), que tentava expandir os seus domínios no Mediterrâneo. Após quase um dia de batalha, os turcos foram derrotados, tendo perdido diversas embarcações e mais de 2000 homens, enquanto que a frota católica perdeu apenas 300 homens.
Após o retorno a Portugal, a Santa Rosa passou a realizar diversas missões de escolta e combate à pirataria, até ser destacada para proteger as frotas anuais do Brasil.

## O naufrágio
Em 20 de Março de 1726, uma frota de 18 embarcações partiu de Portugal com destino ao Brasil. Dela faziam parte duas embarcações de guerra, a Nossa Senhora da Nazaré e a Santa Rosa, esta última sob o comando do capitão Bartolomeu Freire de Araújo.
A frota chegou a Salvador após dois meses e quatro dias de navegação.
Durante dois meses e meio, foram procedidas as operações de descarga e carga. Nesse ínterim, além das embarcações chegadas do Reino, juntaram-se à frota, para retorno, mais 37 embarcações. O volume de géneros transportados para a Metrópole era considerável: cerca de 27 mil rolos de tabaco, 13 mil caixas de açúcar, além de 20 mil couros, milhares de cocos e, um grande número de arcas e baús de jacarandá com cerca de 10 toneladas de moedas de ouro, além de ouro em pó e em barras, diamantes e pedras semi-preciosas. Esta fortuna foi dividida entre as duas embarcações de guerra, cabendo ao Santa Rosa cerca de 6,5 toneladas que faziam parte do Quinto da Coroa Portuguesa.
A frota foi organizada e partiu de Salvador a 24 de Agosto de 1726, exatamente 3 meses após a sua chegada.
No dia seguinte, um forte temporal atingiu a frota que acabou por se separar em dois grupos. Tendo o mau tempo perdurado por mais alguns dias, a Santa Rosa, escoltando um grupo de navios, tentou prosseguir e voltar para a rota normal, mantendo-se a cerca de 6 léguas ao largo da costa. Duas semanas após zarpar, a 6 de Setembro, registrou-se uma violenta explosão na Santa Rosa, que levou ao seu naufrágio.
Até hoje não são claros os reais motivos da explosão. A hipótese mais aceita é a de que o capitão Bartolomeu Freire manteve acirrada discussão com o comandante do regimento de soldados que se encontrava a bordo, e após as Ave Marias, alguém desceu até o paiol da pólvora, nele tendo ateado fogo. Acredita-se que, para as necessidades de 70 bocas de fogo, o paiol armazenasse na ocasião mais de 200 barris de pólvora.
Como resultado, dos mais de 700 homens a bordo, não mais do que 2 ou 3 dezenas devem ter sobrevivido à explosão e ao rápido naufrágio. Desse pequeno grupo, somente 7 homens, agarrados a tábuas, foram recolhidos no dia seguinte. Os outros pereceram vencidos pela fadiga, pelos ferimentos ou pelo ataque dos tubarões.
As demais embarcações chegaram a Lisboa a 17 de Novembro; dos 7 náufragos resgatados, apenas 3 concluíram a viagem com vida.